# Reichspräsidentenpalais

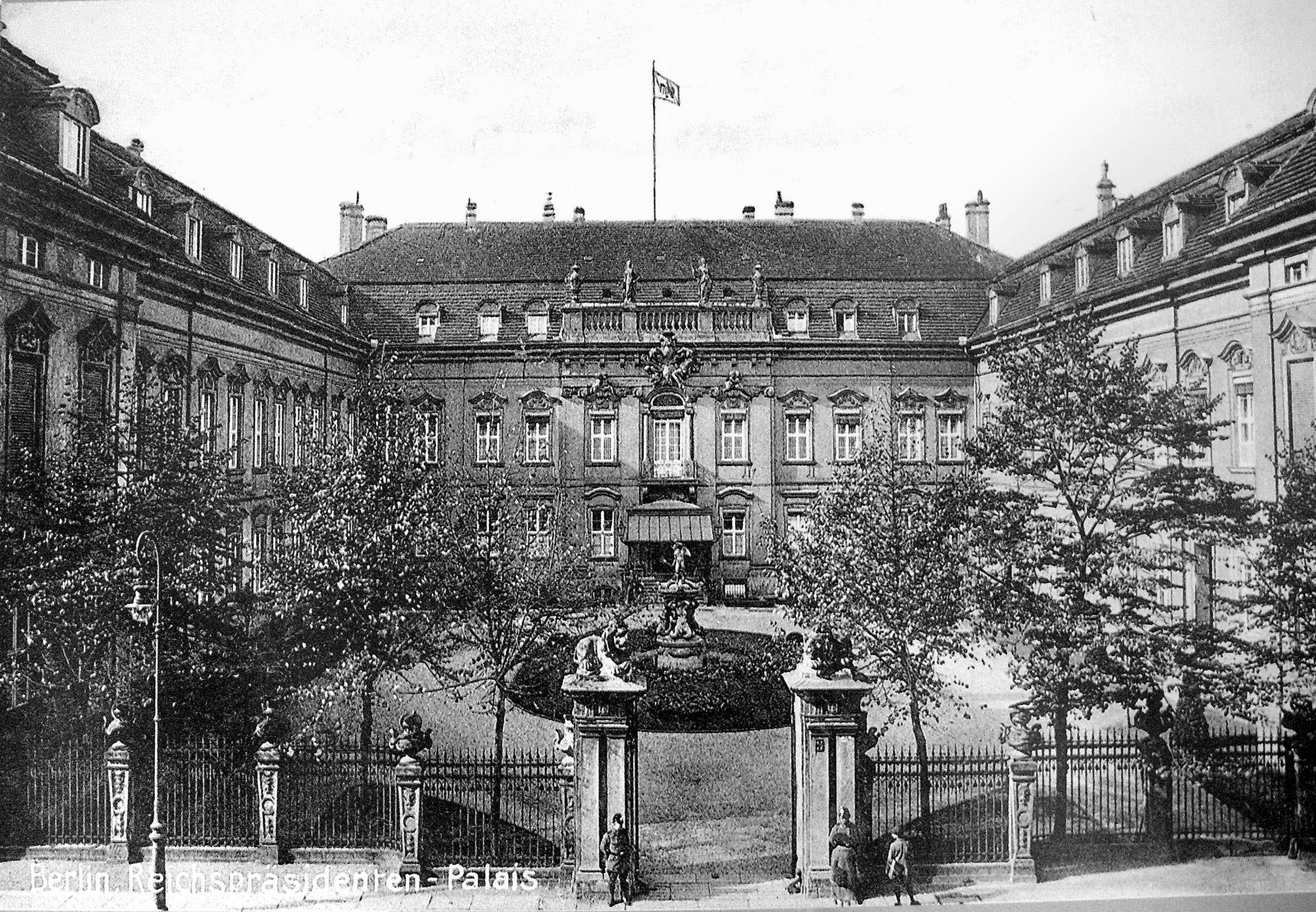
Palais des Reichspräsidenten, von der Wilhelmstraße aus gesehen, um 1920

Das Reichspräsidentenpalais (auch: Palais des Reichspräsidenten) war von 1919 bis 1934 als Residenz des Reichspräsidenten Amtssitz des deutschen Staatsoberhauptes.
Das Palais lag auf dem Grundstück Wilhelmstraße Nr. 73 und beherbergte zum einen das Büro des Reichspräsidenten, das alle mit der Funktion des Reichspräsidenten als staatliche Institution zusammenhängenden Angelegenheiten regelte, die Privatwohnungen des Präsidenten und einiger seiner Mitarbeiter sowie diverse Repräsentations- und Empfangsräume.

## Geschichte des Gebäudes

### Bau und Nutzungen

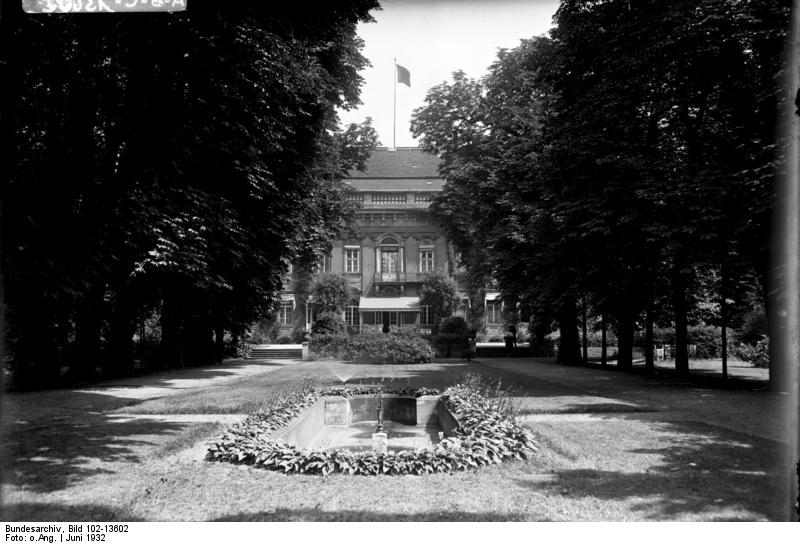
Reichspräsidentenpalais vom Garten aus, 1932

Das Gebäude, das später als Reichspräsidentenpalais diente, wurde zwischen 1735 und 1737 auf Veranlassung von König Friedrich Wilhelm I. von Preußen errichtet. Für die westliche Friedrichstadt-Erweiterung sollten an der späteren Wilhelmstraße ansehnliche Gebäude entstehen; im Gegenzug vergab der König preiswerte Grundstücke und steuerte Baumaterial bei. So erhielt 1734 der Geheime Rat des General-Ober-Finanz-Kriegs- und Domainen-Direktoriums und Landjägermeister Hans Bogislav von Schwerin einen Bauplatz für ein Palais und dazu Baumaterial im Wert von 40.000 Talern. Am 29. August 1737 erhielt er zusammen mit seinem Bruder Kurt Christoph von Schwerin das Palais als Erbverschreibung. Kurt Christoph trennte sich aber bald darauf von seinem Anteil.
Baumeister sei der Berliner Conrad Wiesend  gewesen; bei der Ausgestaltung des im repräsentativen Louis-Quinze-Stil gehaltenen Gebäudes könnten auch Franzosen (aus der Berliner Hugenotten-Gemeinde) beteiligt gewesen sein. Später wurde die Gestaltung durch mehrere großflächige Wandgemälde von Bernhard Rode vervollständigt.
Nach dem Tod Hans Bogislaws 1747 erhielt sein Bruder Kurt Christoph die Vormundschaft über dessen Kinder. Er verkaufte am 2. April 1757, wenige Wochen vor seinem Tod in der Schlacht  bei Prag, das Palais mit der Einrichtung für 50.000 Taler an Stephan Peter Oliver Graf von Wallis.
Im Jahr 1769 erwarb der Staatsminister Valentin von Massow die Immobilie für 14.000 Taler. 1777 wurde sie für 22.700 Taler an den Oberkammerherrn Reichsgraf Carl Fürst von der Osten, genannt Sacken, verkauft. Bis 1811 war Osten-Sackens Witwe Christiane Charlotte Sophie, geb. Freiin von Dieskau, Eigentümerin des Palais. Ihr einziges Kind, eine Tochter aus erster Ehe mit Julius Gebhard, Reichsgraf von Hoym, war wegen hoher Verschuldung enterbt, so dass von deren sechs Kindern Fürst Friedrich August Carl von Hohenlohe-Neuenstein-Ingelfingen Alleinerbe des Palais wurde. Dieser musste 1816 das Haus verkaufen, um die Schulden seines Vaters zu tilgen.
Ab 1816 nutzte der Verlagsbuchhändler und Verleger Georg Andreas Reimer die Repräsentationsräume für seine Familie, seinen Verlag und einen literarischen Salon, während in den Flügeln auch fabrikmäßig gearbeitet wurde; Reimer brachte hier seine Druckerei unter. Außerdem lebten befreundete Familien wie die von Friedrich Daniel Schleiermacher in Reimers Haus. Nach seinem Tod 1842 führte sein Sohn Georg Ernst Reimer das Hauptgeschäft bis 1858 in der Wilhelmstraße weiter.
1850 war das Gebäude zudem für ein Jahr lang Sitz der diplomatischen Vertretung des Kaisertums Österreich in Preußen während der Amtszeit des k. k. Gesandten Anton Prokesch Freiherr von Osten, ehe diese 1851 auf den Pariser Platz Nr. 6 verlegt wurde.

### Hausministerium
Der preußische König Friedrich Wilhelm IV. erwarb 1858 das Gebäude. Fortan beherbergte es das königliche Hausministerium und damit unter anderem die private Vermögensverwaltung des Hauses Hohenzollern. Zu den Hausministern, die im Palais residierten, gehörten unter anderem Alexander Graf von Schleinitz (1862–1885) und August zu Eulenburg (1914–1918).
Im Jahr 1919 erwarb das Deutsche Reich die Immobilie vom abgedankten deutschen Kaiser Wilhelm II., der zu dieser Zeit dringend auf Devisen für den Ankauf des niederländischen Schlosses Doorn angewiesen war. Als Vermittler der – lange Zeit streng geheim gehaltenen – Transaktion fungierte der Bankier Eduard von der Heydt.

### Reichspräsidenten

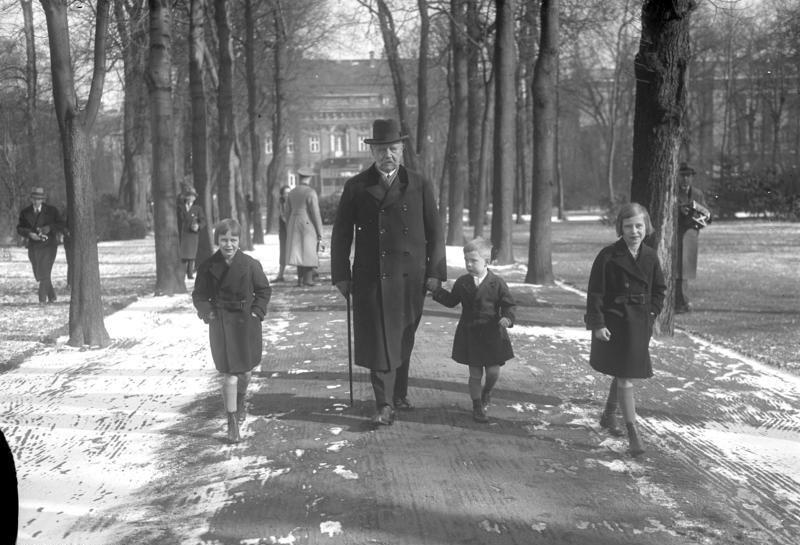
Reichspräsident Hindenburg mit Enkelkindern im Garten des Palais, 1932

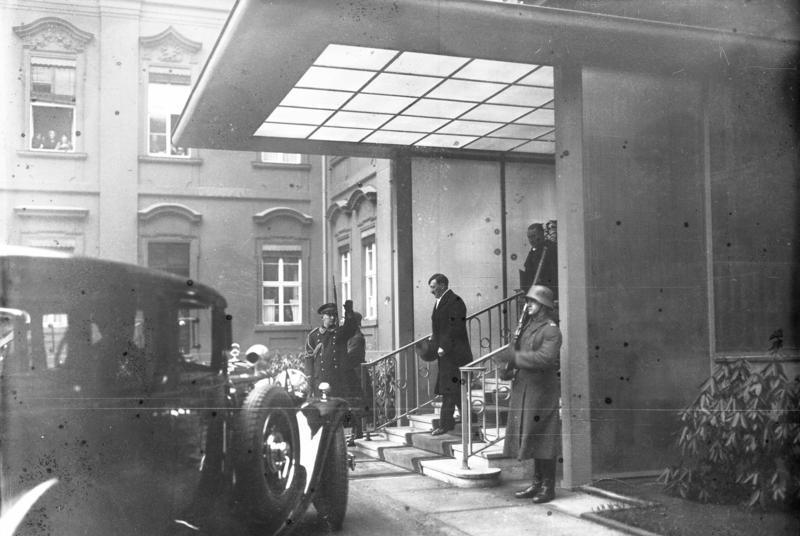
Adolf Hitler verlässt das Reichspräsidentenpalais nach dem Neujahrs-Empfang am 1. Januar 1934

Von 1919 bis 1934 residierten die Reichspräsidenten Friedrich Ebert und Paul von Hindenburg in dem Gebäude. 1932/1933 wurde es einer umfassenden Renovierung unterzogen, während dieser Zeit zog Hindenburg in die Alte Reichskanzlei, Wilhelmstraße 77. Der jeweilige Reichskanzler (von Papen, Schleicher, Hitler) bekam in dieser Phase als Unterkunft die Wohnung des Staatssekretärs der Reichskanzlei zugewiesen, die im 1930 errichteten Anbau an die Alte Reichskanzlei lag. 
Nach Hindenburgs Tod am 2. August 1934 wurde das Palais Sitz der „Präsidialkanzlei des Führers“, der Nachfolgebehörde des Büros des Reichspräsidenten. Adolf Hitler, seit 3. August 1934 „Führer und Reichskanzler“, residierte nun in der „Führerwohnung“ in der renovierten und umgebauten Alten Reichskanzlei sowie in seinen Privatwohnungen in München und auf dem Berghof bei Berchtesgaden. Ab 1939 bewohnte der Reichsaußenminister Joachim von Ribbentrop die ehemaligen Privatgemächer des Reichspräsidenten. Zu diesem Zweck war das Gebäude nach Plänen von Albert Speer 1938/1939 sehr aufwendig umgebaut worden.

### Nach 1945
Nach unbedeutenden Bombentreffern und Luftdruckschäden hatte das Palais in der Endphase der Straßenkämpfe um das Regierungsviertel unter Bränden und Artillerietreffern gelitten. Das nun in Ost-Berlin gelegene und wieder Palais Schwerin genannte Gebäude galt nach dem Krieg als in weiten Teilen erhalten und sollte wieder aufgebaut werden. Ungeachtet dessen erlitt es in der Nachkriegszeit starke Beschädigungen durch vom Amt für Abräumung des Magistrats veranlasste Ausschlachtungen – Herausreißen wertvoller Baumaterialien und der Heizkessel – und Gefahrenbeseitigungen. Besonders verheerend war 1949 die Zerstörung des Daches durch Abbau der eisernen Dachkonstruktion, wobei die vier barocken Sandsteinplastiken samt Balustrade und die Kartusche des Mittelrisalits in den Ehrenhof gestürzt und vernichtet wurden. Die alarmierte Denkmalschutzbehörde konnte lediglich den Abtransport des demontierten Daches verhindern, erreichte jedoch nicht seine Wiederherstellung. Im Jahr 1950 wurde das Palais zum Deutschen Kulturerbe erklärt. Als 1951 ein Fachleutegremium das Palais begutachtete, registrierte es einen größtenteils durch Nachkriegsvernachlässigung verursachten Zerstörungsgrad von 48 % und stellte fest: „Als wirklich verloren hat nur die Inneneinrichtung zu gelten.“ Das Mauerwerk sei „nicht vom Brand zerrüttet“ und bedürfe „zum größten Teil nur der äußeren Wiederherstellung“. Im Dezember 1958 stand fest, dass das Palais als Gästehaus des Magistrats erhalten bleiben soll. Dagegen beschloss der Magistrat im Dezember 1959 überraschend den Abriss des Reichspräsidentenpalais, des benachbarten Palais der Prinzen Alexander und Georg und des Schlosses Monbijou. Vergeblich protestierte die Denkmalpflege unter Berufung auf den Kulturbund der DDR und namhafte Wissenschaftler: „Eine Sprengung dieses letzten Barockpalais in der Wilhelmstraße wäre vor der Nachwelt nicht zu verantworten. Es muss die vornehmste Pflicht der Berliner Denkmalpflege sein, die letzten noch erhaltenen Bauten des alten Berlins zu retten.“ Im November 1960 erfolgten Sprengung und Abräumung des Palais.
Das Balkongitter über dem Mittelportal blieb erhalten und befindet sich bis heute an einem Wohnhaus in Berlin-Köpenick, Bahnhofstraße 4. Die beiden Sandsteinlöwen, die die Pfeiler des Tores an der Wilhelmstraße krönten, kamen zunächst in den Tierpark nach Berlin-Friedrichsfelde.
Der Garten lag ab 1961 im absoluten Sperrbereich  der Berliner Mauer.
Die DDR ließ in den 1980er Jahren eine ausgedehnte Plattenbau-Wohnanlage entlang der Wilhelmstraße und damit auch über dem alten Gebäude errichten, um die Erinnerung an die preußische Wilhelmstraße auszulöschen. 1964 war die Straße bereits umbenannt worden in Otto-Grotewohl-Straße, das Grundstück hatte dann etwa die Hausnummer 92.
Eine Erinnerungsstele schildert mittlerweile die Geschichte. Sie steht vor der Nummer 78 – die 1993 nunmehr wieder durchgängige Wilhelmstraße benötigte nun fortlaufende Hausnummern. Der Südrand des Grundstücks entspricht ungefähr der heutigen Hannah-Arendt-Straße in voller Länge. Ein Teil des Holocaust-Mahnmals überdeckt den ehemaligen Park. Sein Ort der Information liegt im früheren Garten.

## Bauliche Struktur und Organisation der Anlage

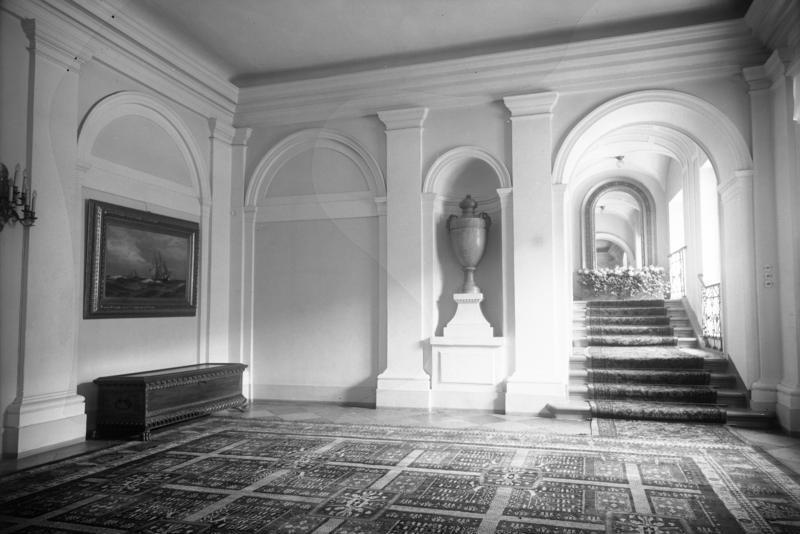
Eingangshalle

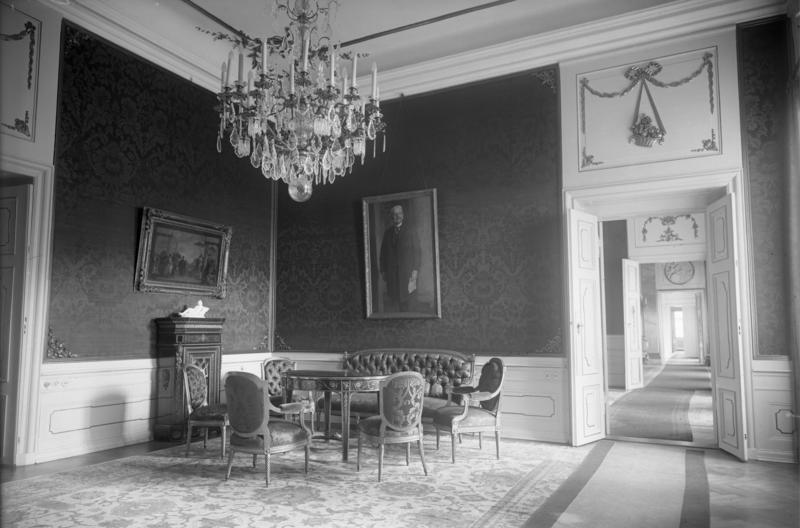
Botschafter- oder Diplomatenzimmer

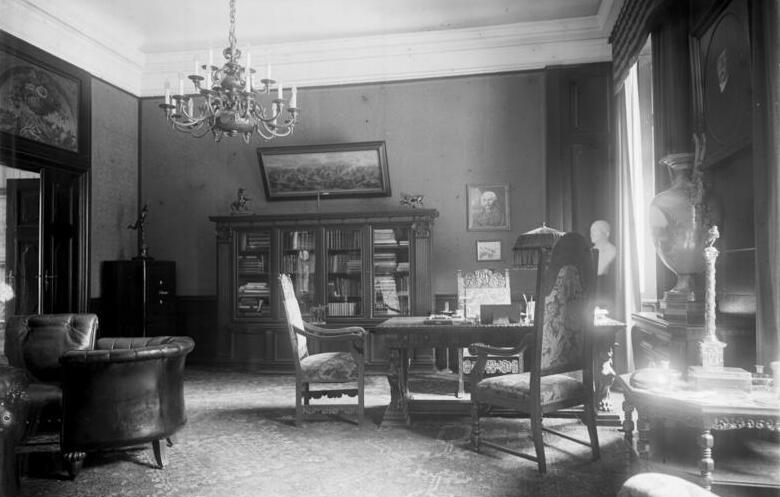
Arbeitszimmer des Reichspräsidenten

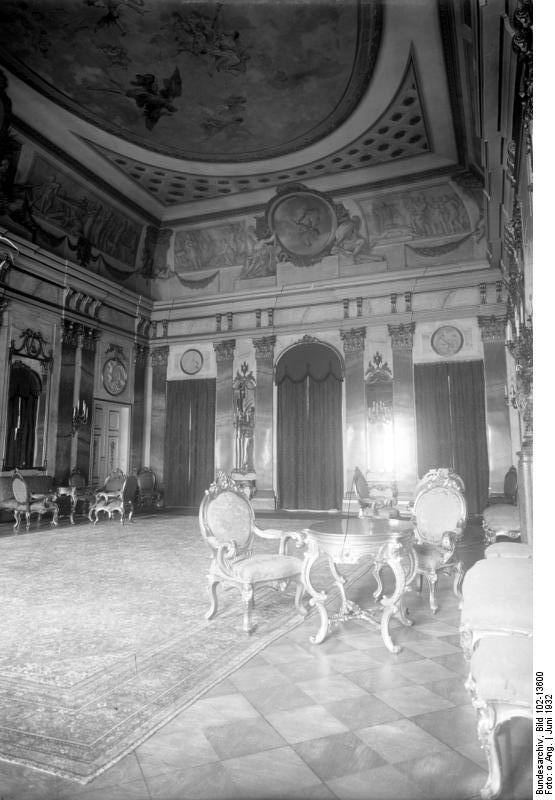
Großer Festsaal

Das Palais bestand aus dem Corps de Logis mit zwei Seitenflügeln. Zur Parkseite schlossen sich einige Nebengebäude wie eine Garage für den Fuhrpark des Präsidenten, ein Hinterhaus sowie verschiedene kleine Gartenhäuser und Gewächshäuser an.
Zur Wilhelmstraße öffnete sich der mit Kies bedeckte Ehrenhof, auf dem der Reichspräsident ausländische Staatsoberhäupter und Botschafter sowie andere hochstehende Gäste empfing. In späteren Jahren war es üblich, dass eine zwanzigköpfige Ehrenformation der Reichswehr auf dem Hof Stellung bezog, wann immer der Reichspräsident sein Amtsgebäude betrat oder verließ. Auf dem Ehrenhof befand sich ein mit allegorischen Figuren verzierter Springbrunnen, hinter dem eine breite, mit Glas überdachte Freitreppe zum Eingangsportal des Palais führte.
Neben dem Büro des Reichspräsidenten im linken Flügel des Gebäudes („Kanzlei“) und den repräsentativen Räumlichkeiten für offizielle Anlässe (Empfänge, Bankette, Bälle usw.) im Zentralteil umfasste die Residenz diverse private Unterkünfte. Während der Präsident und der Chef des Büros des Reichspräsidenten als die ranghöchsten Hausbewohner jeweils eigene weitläufige Apartments – der Bürochef hatte im rechten Flügel („Meissnerflügel“) sechsundzwanzig Zimmer – zu ihrer Verfügung hatten, waren die Personalwohnungen sehr viel bescheidener. So lebte der Hausinspekteur in einer Wohnung im Dachgeschoss, während der Chauffeur des Staatsoberhauptes in den Räumen über den zur Garage für den Fuhrpark umgebauten ehemaligen kaiserlichen Stallungen lebte.
An das Palais schloss sich ein großer Park an, der neben Spazierwegen, Rasenflächen und Blumenbeeten auch einige hinter Hecken verborgene Gemüsebeete enthielt, und bis an die Friedrich-Ebert-Straße reichte. Sie war 1925 nach Hindenburgs im Amt verstorbenem Vorgänger benannt worden.

## Bewohner des Palais
Die „Bewohner“ des Reichspräsidentenpalais lassen sich in zwei Gruppen einteilen. Einmal jene, die den Palais im engeren Sinne „bewohnten“, also die im Palais nicht nur ihrer Arbeit nachgingen, sondern auch privat dort lebten. Und zum zweiten solche Personen, die tagsüber ins Palais kamen, um dort bestimmte Aufgaben wahrzunehmen, jedoch nicht privat dort lebten.
Unter den Bewohnern der ersten Gruppe sind zunächst die jeweiligen Inhaber des Amtes des Reichspräsidenten zu nennen. Neben den Reichspräsidenten Ebert und von Hindenburg war der Chef des Büros des Staatsoberhauptes, Staatssekretär Otto Meissner, von 1920 bis 1939 ständig im Palais zu Hause. Hinzu kamen deren Familien: Während der Präsidentschaft Eberts lebten seine Ehefrau und seine zwei Söhne im Palais, Hindenburg brachte dagegen seinen Sohn Oskar und seine Schwiegertochter Margarete und die drei Kinder des Paares mit, von denen das jüngste im Palais geboren wurde. Meissners Haushalt bestand aus dessen Ehefrau und den beiden Kindern, darunter der Sohn Hans-Otto Meissner. Weitere Personen, die nicht nur im Palais arbeiteten, sondern auch eigene Wohnungen dort hatten, waren der Hausinspekteur (Chef des hauswirtschaftlichen Personals) Wilhelm Tappe, Hindenburgs Leibdiener Oskar Putz (genannt „Karl“, um Verwechslungen mit dem gleichnamigen Sohn des Staatsoberhauptes zu vermeiden) sowie der Präsidentenchauffeur Otto Demant und der Chauffeur des Präsidentenbüros, Kurt Nehls.
Nur während der Arbeitszeiten waren der Stab des Präsidenten und die Mitarbeiter des Haushaltes in den Räumlichkeiten anzutreffen. Der Stab des Reichspräsidenten bestand in der Regel aus fünfzehn mittleren und höheren Beamten, zehn weiblichen Schreibkräften und acht Amtsdienern. Die Haushaltsmannschaft bestand aus Köchinnen, Putzfrauen, Zimmermädchen, Gärtnern, einem Schreiner, der Reparaturarbeiten erledigte, und dem Wachpersonal.
Unter den Angehörigen des Stabes des Reichspräsidenten, dessen wichtigste Mitarbeiter Ebert und Hindenburg in gleicher Weise zur Seite standen, sind hervorzuheben: Der Ministerialrat Heinrich Doehle, der die Angelegenheiten der inneren Politik bearbeitete, und der Legationsrat Oswald Baron von Hoyningen-Huene, der dem Reichspräsidenten als Vertreter des Auswärtigen Amtes zugeordnet war, sowie Oberregierungsrat Wilhelm Geilenberg, der die Kassengeschäfte führte. Hinzu kamen ein bis zwei Offiziere, die als Verbindungsoffizier zum Reichswehrministerium fungierten. Unter Hindenburg übernahm sein Sohn Oskar von Hindenburg den Posten des ersten militärischen Adjutanten des Reichspräsidenten und Wedige von der Schulenburg den des zweiten Adjutanten.